# São João (Caué)
São João é uma aldeia de São Tomé e Príncipe, localiza-se no Distrito de Caué, ilha de São Tomé, próxima às localidades de Wily, Santo António e de Vila Verde.